# Lokrum

Lokrum je eden od hrvaških otokov v Jadranskem morju, ki ga glede na geografsko lokacijo uvrščamo med Južnodalmatinske otoke, nekateri pa ga štejejo tudi za sestavni del Elafitskih otokov.
Lokrum leži okoli 0,6 km jugovzhodno od Dubrovnika in ga od celine loči Lokrumski prolaz (Konelić)
Na južnem delu Lokruma je 10 m globoko slano jezero imenovano Mrtvo morje. Severovzhodna obala je nizka in ob njej lahko pristajajo samo čolni in manjše jadrnice, jugozahodna obala pa je strma in nepristopna. Na vzhodni obalo Lokruma je manjše pristanišče Portoć, iz katerega pelje cesta do ostankov nekdanje trdnjave in pristanišča na severni strani otoka Bočine. Na južnem delu otoka stoji dvorec in ruševine zapuščenega benedektinskega samostana,  botanični vrt, prirodoslovni muzej in spominski muzej Ruđera Boškovića.

## Zgodovina
Ime otočka verjetno izhaja iz latinščine acrumen (kislo sadje). Dubrovčani so na otočku 1023 postavili cerkev in benediktinski samostan.
Bazilika zgrajena kot tridelna ladja je bila sprva postavljena v romanskem slogu, kasneje je bila dvakrat povečana in je njen zvonik, ki je obenem služil tudi kot obrambni stolp po zadnji povečavi ostal znotraj cerkve. Cerkev, stari samostan, del novega samostana, dokončanega v začetku 14. stoletja so bili porušeni v velikem potresu leta 1667, ki je prizadel Dubrovnik in okolico. Samostan je bil dokončno razpuščem leta 1798. Po legendi naj bi se na Lokrumu 1191 izkrcal angleški kralj Rihard Levjesrčni, ko se je vračal s križarskega pohoda in je pred Lokrumom zaradi nevihte doživel brodolom.
V času Ilirskih provinc so francoski vojaki na najvišji točki otočka po povelju maršala Marmonta zgradili Fort Royal, trdnjavo v obliki zvezde. Avstrijci so v tridesetih letih 19. stoletja trdnjavo povečali, z izgradnjo t. i. Maksimilijanovega stolpa.
Leta 1859 je Lokrum kupil avstrijski nadvojvoda Ferdinand Maksimilijan Habsburško - Lotarinški, nekaj čas vrhovni poveljnik Avstro-ogrske vojne mornarice, kasnejši mehiški cesar, in dal na porušenem delu samostana zgraditi dvorec s stolpom. Okoli nekdanjega samostanskega kompleksa je dal uredil park, v katerem je bilo zasajenih veliko t.i. eksotičnih rastlin.